# Paralongicyatholaimus minutus
Paralongicyatholaimus minutus is een rondwormensoort uit de familie van de Cyatholaimidae. De wetenschappelijke naam van de soort is voor het eerst geldig gepubliceerd in 1971 door Warwick.